# Сан Микеле ал Таляменто
Сан Микѐле ал Талямѐнто (на италиански: San Michele al Tagliamento; на фриулски: San Michêl, Сан Микел, на венециански: San Michièl al Tajamento, Сан Микиел ал Таяменто) е град и община в Северна Италия, провинция Венеция, регион Венето. Разположен е на 7 m надморска височина. Населението на общината е 11 993 души (към 2014 г.).